# Schloss Choren

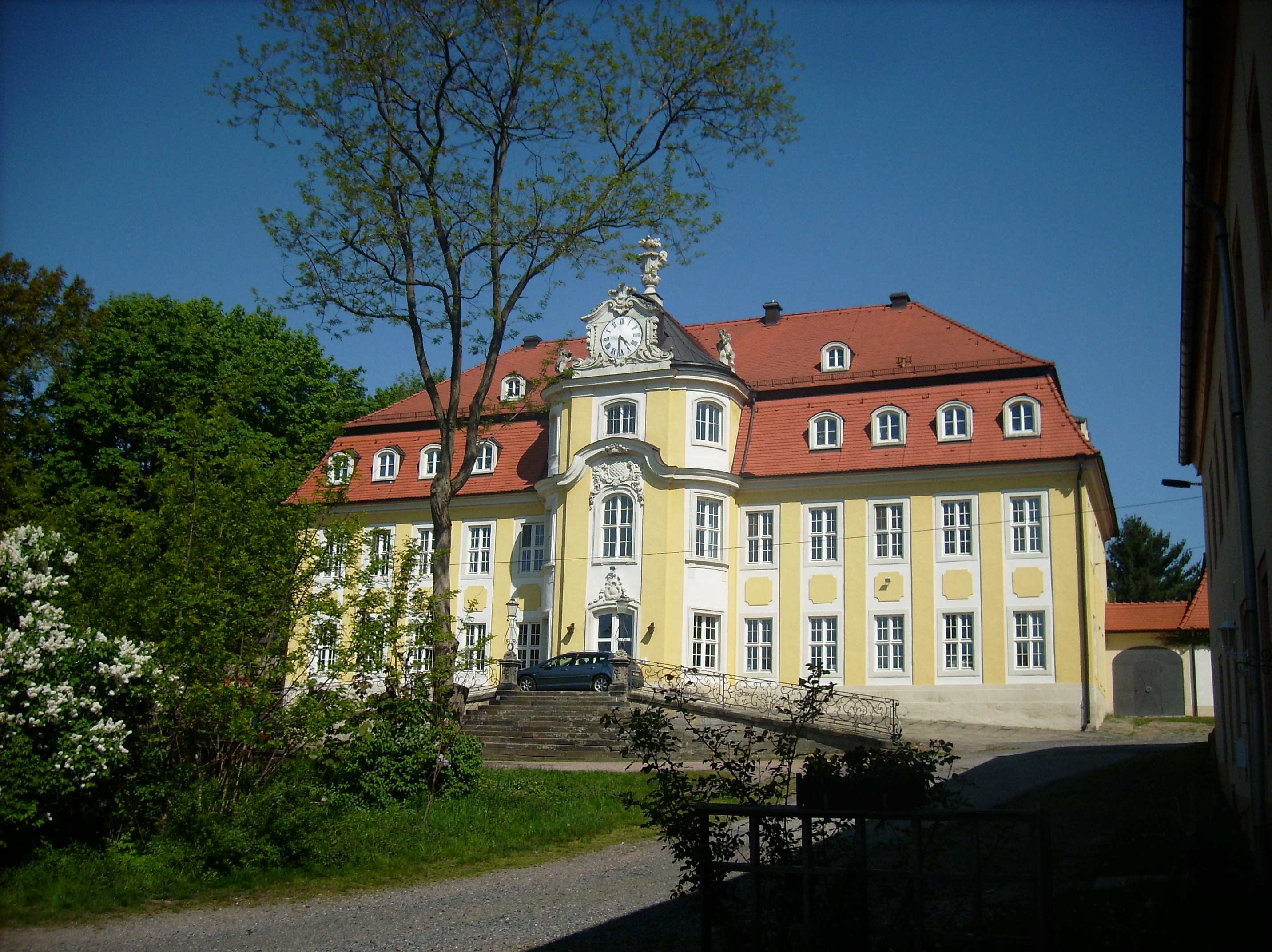
Schloss in Choren

Das Schloss Choren in Choren bei Döbeln wurde 1755 nach Entwürfen von Samuel Locke im Stil des Dresdner Rokoko erbaut.

## Geschichte

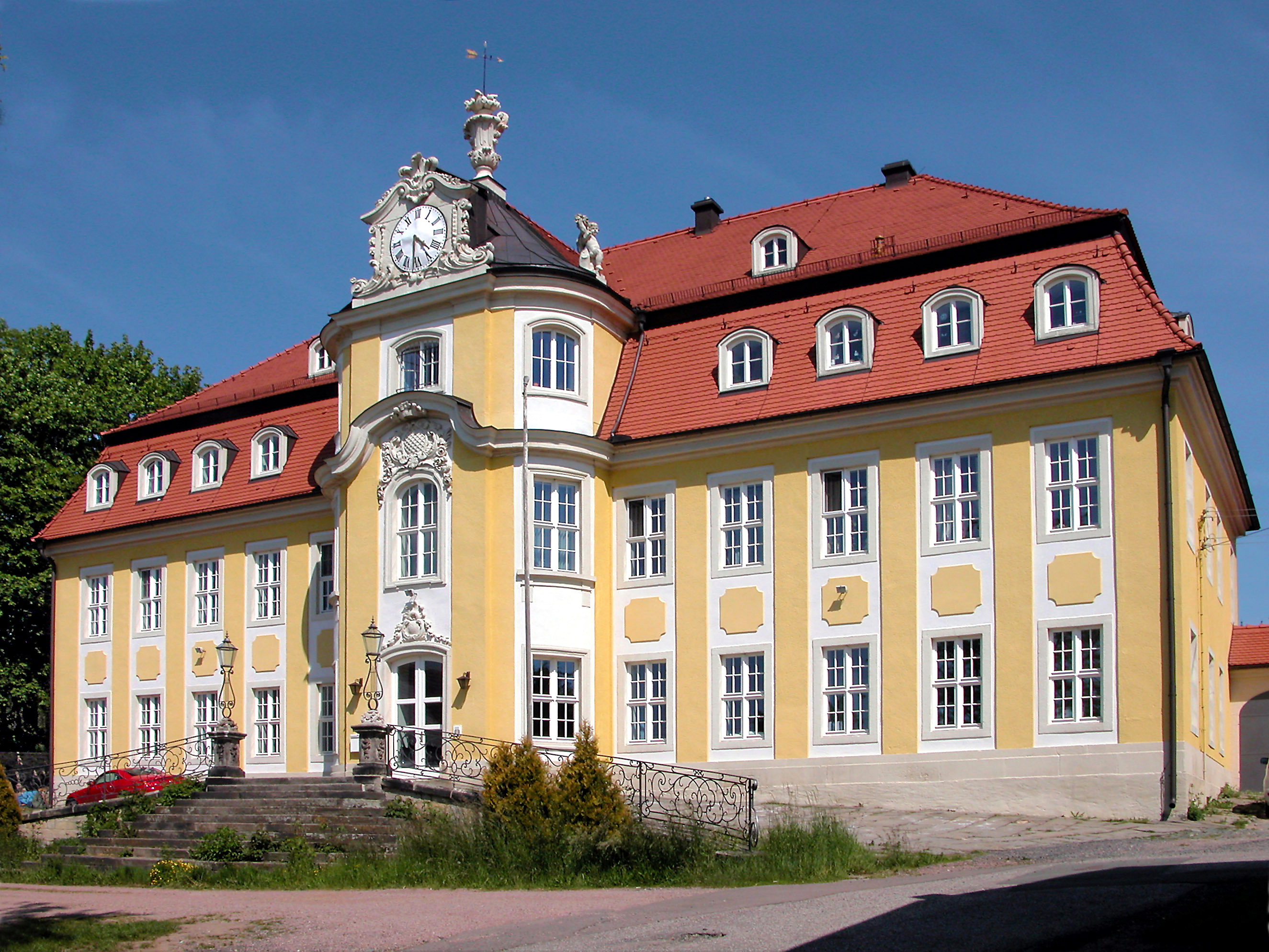
Fassade

Das Schloss wurde 1755 für Carl Leonhard Marschall von Bieberstein (1705–1777), kursächsischer und königlich polnischer Generalpostmeister, errichtet. Die Familie Marschall von Bieberstein besaß es bis 1818, als es ein Major Sahrer von Sahr erwarb. 1846 kaufte es der spätere Landtags- und Reichstagsabgeordnete Wilhelm Oehmichen. Seine Erben veräußerten das Anwesen 1933 an einen Architekten aus Dresden.
Nach der Enteignung durch die Bodenreform bezogen Umsiedlerfamilien das Schloss, 1955 wurde darin eine Schule untergebracht. 1997 erwarb ein Architekt die Immobilie, sanierte das heruntergekommene Gebäude und verkaufte es wieder. Es gab Pläne, auch die verfallenen Seitengebäude zu sanieren und dort Wohnungen einzurichten. Mittlerweile steht das Schloss wiederum zum Verkauf. Der romantische Schlosspark, der einst zu den schönsten der Gegend zählte, ist im Gemeindebesitz geblieben und weiterhin verwahrlost.

## Beschreibung

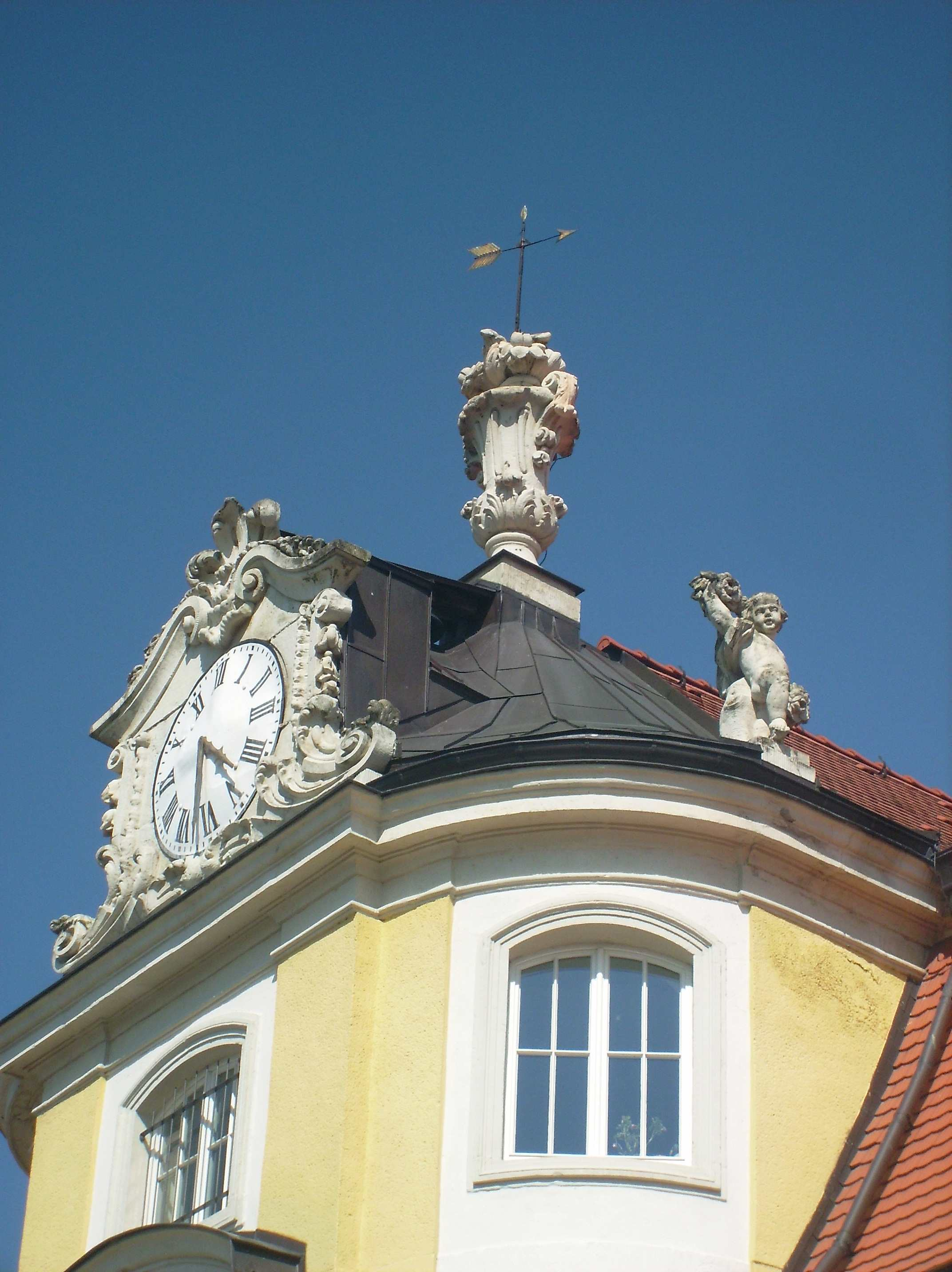
Schmuckvase auf dem Giebel

Das zweigeschossige Gebäude wird von einem Mansarddach bedeckt. Die Fassade ist in 13 Fensterachsen gegliedert und zeigt eine Knöffelsche Gestaltungsweise, so in Form der Lisenengliederung.
An der mittleren Achse befindet sich reicher Bauschmuck, dort wurde Rokokodekor über den segmentbogigen Portalsturz angebracht. Im ersten Obergeschoss befindet sich ein Korbbogenfenster, darüber befindet sich eine große Kartusche mit dem Wappen der Marschall von Bieberstein unter einer Freiherrenkrone, flankiert von Blütenketten. Am Mittelrisalit befindet sich ein Traufgesims, das als Stockwerkgesims dient. Es biegt sich an der zentrale Achse in konkav-konvex-konkavem Schwung hoch und nimmt das darunter befindliche Fenster samt Ornament in sich auf. Es leitet auf diese Weise zum Fenster des darüberbefindlichen Geschosses über. Dieses Motiv war Stefan Hertzig zufolge „typisch für die Architektur Lockes und sollte sich in der Portalgestaltung zahlreicher Bürgerhausbauten wiederfinden“.
Stefan Hertzig erkennt eine stilistische Verwandtschaft zu Arbeiten Johann Christoph Knöffels und Julius Heinrich Schwarzes. Der im mittleren Teil des Gebäudes befindlich konvex ausgebauchte und von einem Giebel erhöhte Bauteil sei sowohl bei Knöffels Hubertusburg als auch bei Schwarzes Palais Moszinska zu sehen.